# Can Xue
Deng Xiaohua (mandarín: 邓小华; pinyin: Dèng Xiǎohuá; nacida en Changsha, 30 de mayo de 1953), más conocida por su seudónimo Can Xue (mandarín: 残雪; pinyin: Cán Xuě; literalmente, nieve persistente), es una escritora de ficción y crítica literaria china. 
Su escritura, que consiste principalmente en ficción corta, rompe con el realismo de los primeros escritores chinos modernos. También ha escrito novelas, relatos breves y críticas literarias de Dante, Jorge Luis Borges y Franz Kafka. Can Xue ha sido descrita como "la autora de ficción experimental más destacada de China" y la mayor parte de su ficción ha sido traducida y publicada en otros idiomas.

## Biografía
Deng Xiaohua nació en 1953, en Changsha, Hunan, China. Sus primeros años de vida estuvieron marcados por una serie de trágicas dificultades que influyeron en la dirección de su obra. Su padre fue editor en jefe del New Hunan Daily (Xin Hunan Ribao), pero fue expulsado durante la Campaña Antiderechista de 1957, siendo enviado al campo durante dos años en represalia por supuestamente liderar un grupo anticomunista en el periódico. Dos años más tarde, toda la familia fue desalojada de su vivienda y trasladada a una pequeña cabaña junto a la montaña Yuelu, en las afueras rurales de Changsha. 
En los años siguientes, la familia sufrió mucho debido a una mayor persecución. Su padre fue encarcelado y su madre fue enviada junto con dos hermanos al campo para su reeducación a través del trabajo. A Deng se le permitió permanecer en la ciudad debido a su mala salud (en la época de la Revolución Cultural, Deng tenía trece años). Su educación formal quedó permanentemente interrumpida después de terminar la escuela primaria.
Can Xue describe los horrores de su juventud en detalle en sus memorias tituladas "Un día de verano en el hermoso sur" (de su colección de cuentos Diálogos en el paraíso). Durante todo este período, toda su familia "luchó al borde de la muerte" y ella más tarde pudo encontrar trabajo como metalúrgica. Diez años después, en 1980, tras dar a luz a su primer hijo, dejó su trabajo en la fábrica y junto a su esposo comenzó un pequeño negocio de sastrería tras aprender a coser por sí mismos.
Comenzó a escribir en 1983 y publicó su primer cuento "Burbujas de jabón en agua sucia" (污水上的肥皂泡) en  1985. Ese año siguieron otros dos cuentos, "El toro" (公牛) y "La choza en la colina ", momento en el que eligió el seudónimo Can Xue. Este nombre puede interpretarse como la nieve sucia y rebelde que queda al final del invierno o como la nieve que queda en la cima de una montaña después de que el resto se haya derretido. Publicar bajo un seudónimo le permitió a Can Xue escribir sin revelar su género. Según Tonglin Lu, profesora de Literatura Comparada en la Universidad de Montreal, cuando los críticos descubrieron que era mujer, su "voz subversiva dentro del orden supuestamente subversivo [de la ficción de vanguardia]" los hizo sentir incómodos. Tonglin Lu llamó a esto "doble subversión", ya que no sólo escribía ficción de vanguardia, sino que también era mujer. En 2002, Deng dijo: "Muchos [de los críticos] me odian, o al menos simplemente guardan silencio, esperando que desaparezca. Nadie discute mis obras, ya sea porque no están de acuerdo o no entienden."

## Obra
El estilo abstracto y la forma narrativa poco convencional de Can Xue atrajeron la atención de los críticos en la década de 1990. Muchas de las imágenes de sus historias se han vinculado a la Revolución Cultural, el Movimiento Antiderechista y otros movimientos políticos turbulentos de la temprana República Popular China. Sin embargo, las referencias directas a estos eventos son poco comunes en su obra. Es más, la propia autora niega explícitamente la mayoría de las formas de comentario político que otros afirman haber encontrado en su trabajo, llegando a afirmar  una vez en una entrevista: "No hay ninguna causa política en mi trabajo".
Por el contrario, Can Xue dice que trata cada historia como una especie de experimento de vida en el que ella es el sujeto. “En capas muy profundas”, dice, “todas mis obras son autobiográficas”.